# Ближнее Борисово
Бли́жнее Бори́сово — село в Кстовском районе Нижегородской области, административный центр Ближнеборисовского сельсовета. 
Расположено на трассе Р158 Нижний Новгород — Саратов. 

## Население
| 2002 | 2010  |
| ---- | ----- |
| 1124 | ↗1273 |

## Транспорт
Через село в Нижний Новгород ходят автобусы 205, 208, 211 и 217а. В город Кстово ходит автобус 217.
По южной границе села проходит железная дорога.

## Галерея

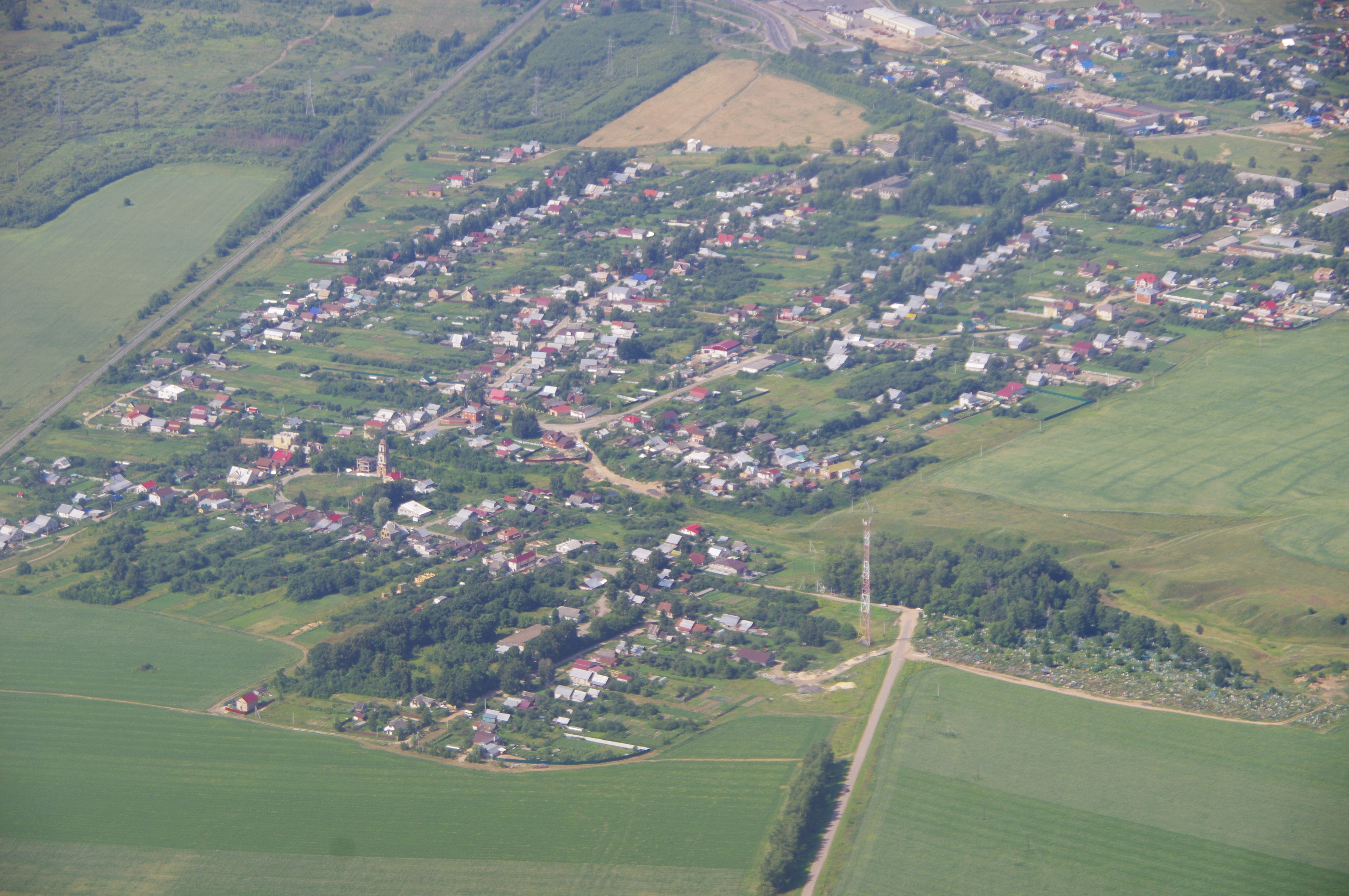
Общий вид села с воздуха
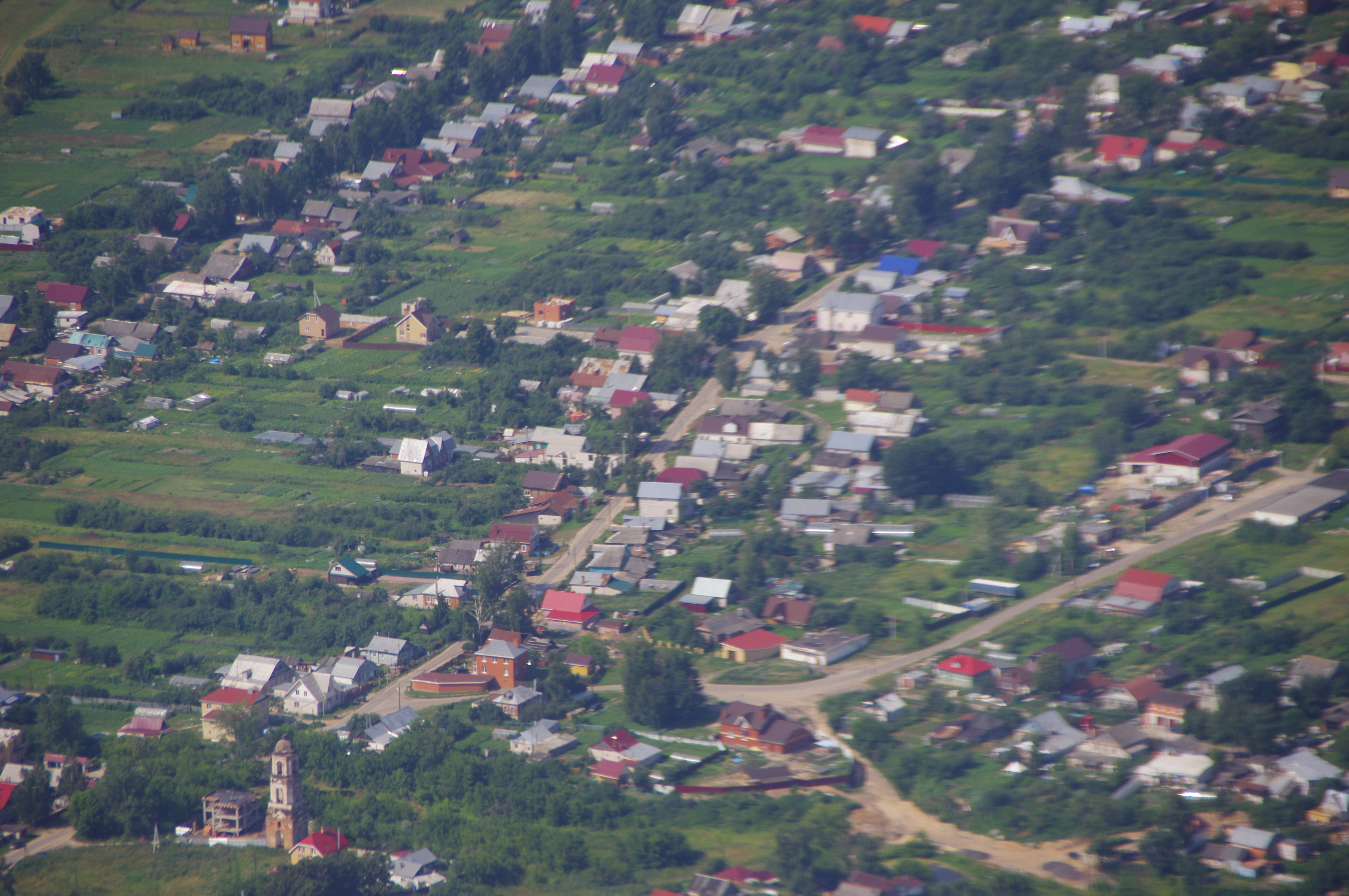
То же
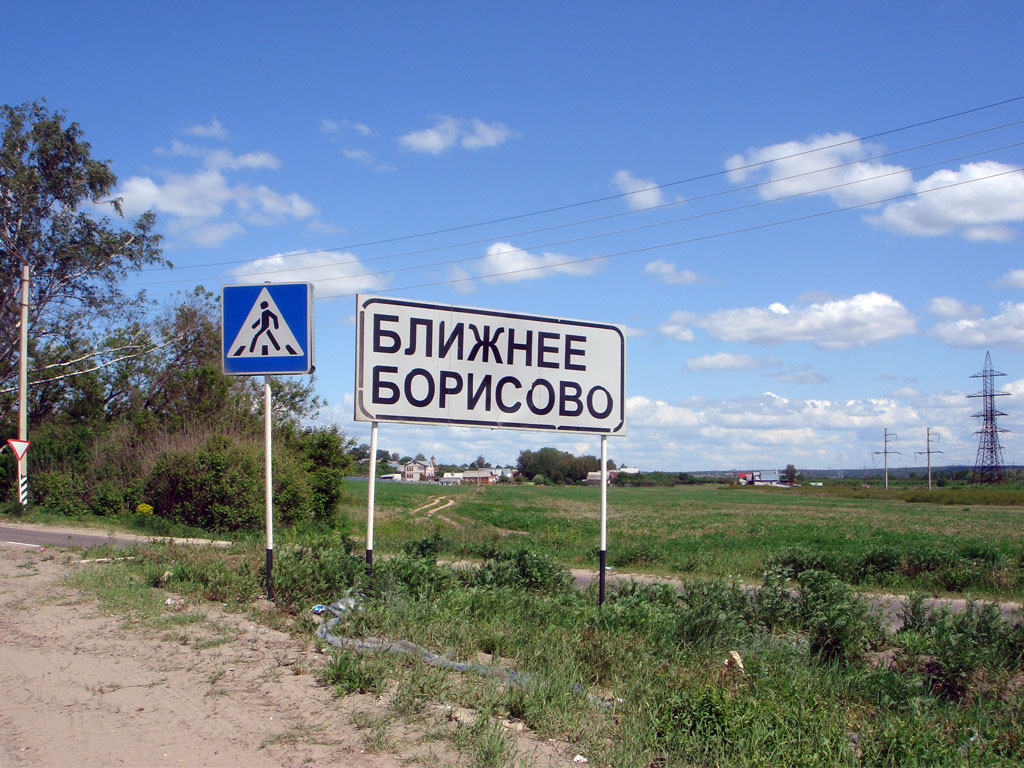
Знак на въезде
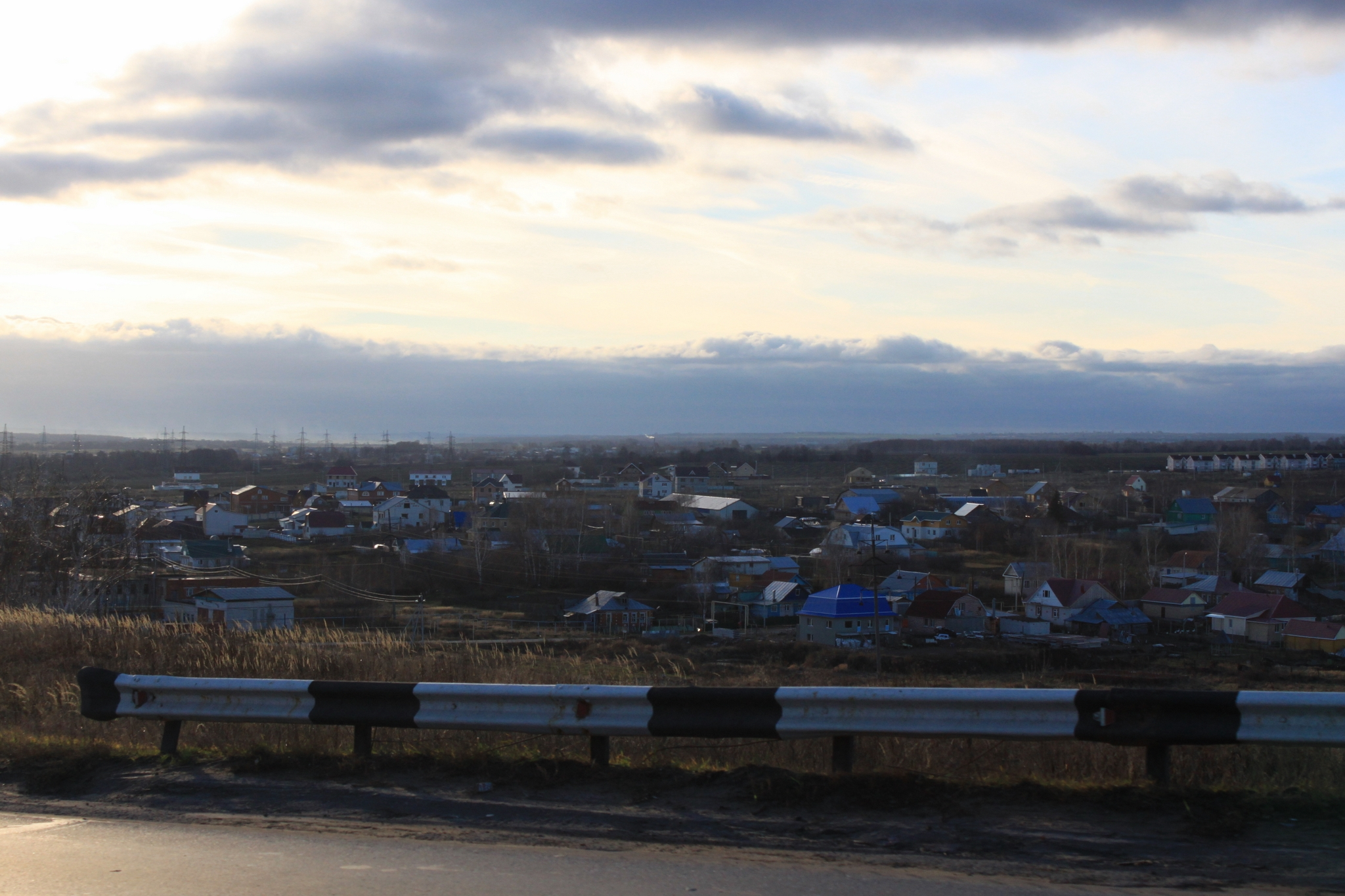
Вид на село с трассы
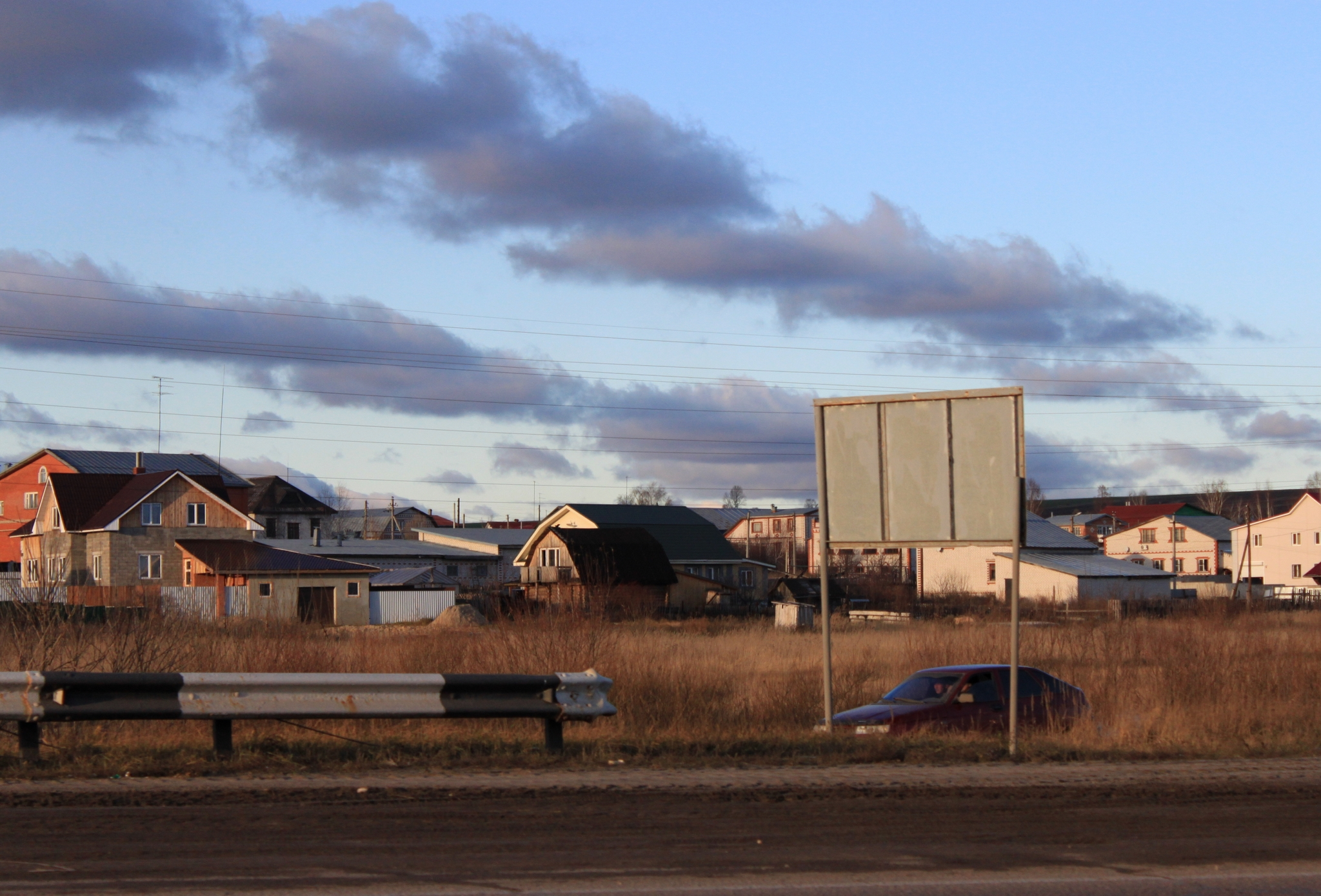
Дома
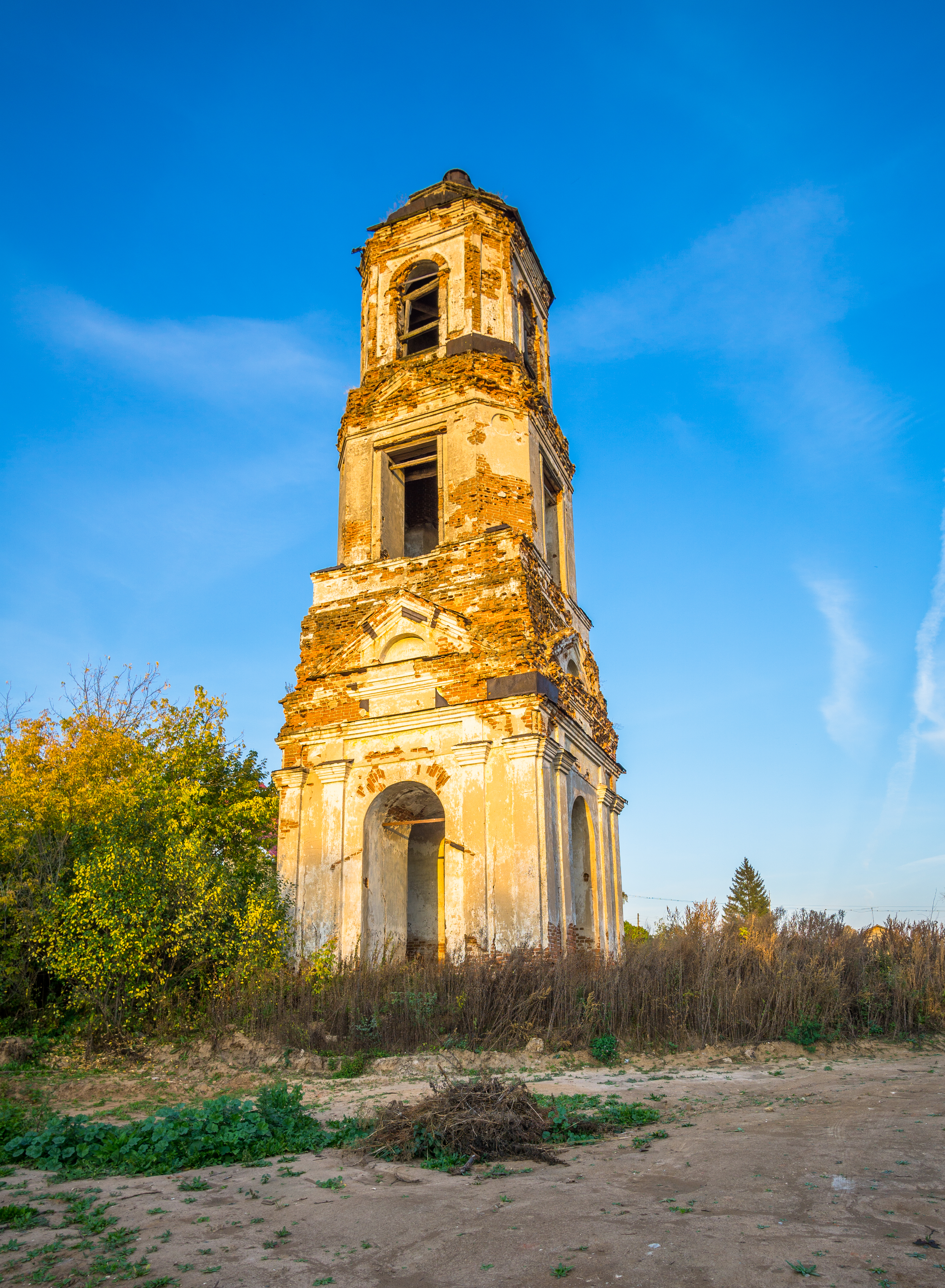
Колокольня утраченной церкви в честь Воскресения Словущего